# 松田凌
松田 凌（まつだ りょう、1991年9月13日 - ）は、日本の俳優。兵庫県尼崎市出身。身長169cm、血液型はA型。キャストコーポレーション所属。

## 略歴
高校2年のときに下北沢ザ・スズナリで舞台『URASUJI3』を観劇し、「自分も同じ舞台に立ってみたい」と、その日に俳優になることを決意する。
2010年4月に上京し、渡辺プロダクションが運営するワタナベエンターテインメントカレッジに入学し卒業、2011年より現事務所に所属。同年に大阪人間科学大学のCM出演で芸能界デビューとなる。
2012年、初出演舞台『ミュージカル『薄桜鬼』』にて初主演を務める。以後、『メサイア-銅ノ章-』『ZIPANGパイレーツ』主演ほか、多くの舞台に出演する。
2013年、『仮面ライダー鎧武/ガイム』に城乃内秀保/仮面ライダーグリドン役でレギュラー出演する。
2016年5月25日、宮崎秋人と北村諒の3人で結成したユニット「Unknown Number!!!」が、シングル「キボウノヒカリ」でデビュー。
2017年1月期の日本テレビ系深夜ドラマ『男水！』にて日本テレビドラマ初主演を務める。

## 人物
- 趣味は映画鑑賞、音楽鑑賞[1]。特技は殺陣、アクション、絵画[1]。
- スポーツ：少林拳空手（西日本優勝）、バスケットボール、水泳、フットサル、スノーボード[1]。
- 『仮面ライダー鎧武/ガイム』で一年間の撮影を通して学んだ中では、仮面ライダーグリドンの変身音声にもなっている「ネバーギブアップ」の精神が最も重要なことであったと述べている[3][13]。
- 劇作家の毛利亘宏は松田の初舞台以来、松田の出演作を度々手掛けており、松田を想い入れのある俳優として挙げている[14][15]。
- 宮崎秋人とはワタナベエンターテイメントカレッジ時代の同期で、宮崎曰く役者の中では一番仲良いと言える存在[16]と話している。また、松田凌自身も2021年9月27日のキャスコハウスにて、「親友と呼べるのは…最もそう思えるのは秋人」と話している。
- 祖母が鹿児島県、祖父が大分県の出身。両親は松田が7歳の時に離婚しており、弟と共に母方に引き取られた[要出典]。
- シンガーソングライターのキクチリョウタとは高校時代からの友人でほぼ同じ時期に上京した。松田のファンクラブイベントにシークレットゲストして出演したこともある。

## 出演

### 舞台
2012年
- ミュージカル『薄桜鬼』斎藤一篇（4月 - 5月） - 主演・斎藤一 役[17]
- 露出狂（7月 - 8月） - 真今井 / 蒲郡 役
- 極上文學「銀河鉄道の夜」（8月） - ジョバンニ 役
- 理系ヲタが、船上で恋する確率（9月 - 10月） - 野村脩斗 役
- ベースボーーール ハムレット!（11月） - パック 役（日替わりゲスト）
- 眠れぬ町の王子様 〜prince of the sleepless town〜（11月 - 12月） - 瑛太 役
- 朗読劇 しっぽのなかまたち（12月） - 「我が輩は犬である。」光太郎 役 /「犬の大学」ファン太 役

2013年
- ドリームジャンボ宝ぶね 〜けっしてお咎め下さいますな〜（1月） - 恵比寿神 役
- 灰とダイヤモンド（2月） - オニキス 役
- ミュージカル『薄桜鬼』沖田総司篇（3月） - 斎藤一 役
- Messiah メサイア 銅ノ章（4月） - 主演・海棠鋭利 役
- 朗読劇 しっぽのなかまたち2（4月 - 5月） - 「我が輩は犬である。」光太郎 役 / 「犬の婚活」ルパン 役
- 新・贋作水滸伝-Heroes-（5月） - 童美 役[18]
- BOYS★TALK（6月） - 日替わりゲスト
- ZIPANGパイレーツ（8月） - 主演・ナギ船長 役[10]
- プリズンBLITZ 〜脱獄と解明のタイムリミット〜（8月）[19] - アラタ蒼介 役
- THE BUTTERFLY EFFECT Another Story Collection「秘密の花園 The Secret Garden」（9月） - ヴィンセント 役
- ミュージカル『薄桜鬼』土方歳三篇（10月） - 斎藤一 役
- 朗読劇 しっぽのなかまたち3（11月）

2014年
- Messiah メサイア 白銀ノ章（1月） - 海棠鋭利 役
- ミュージカル『薄桜鬼』HAKU-MYU LIVE（1月） - 斎藤一 役
- 美女と魔物のバッティングセンター（3月） - 主演・タケシ 役
- ミュージカル『薄桜鬼』風間千景篇（5月 - 6月） - 斎藤一 役
- 朗読劇 私の頭の中の消しゴム 6th letter（6月） - 高原浩介 役
- 舞台『K』（8月） - 主演・伊佐那社 役
- SONG OF SOULS -慶長幻魔戦記-（11月） - 九之助 役[20]
- る・コン 〜あんなこと、こんなことあったでSHOW〜（12月）

2015年
- 敦×杏子プロデュース URASUJI 2015『綱渡り』（1月 - 2月） - 新五郎 役
- 遠ざかるネバーランド（3月） - 主演・ピーターパン 役
- Being at home with Claude 〜クロードと一緒に〜（4月） - 主演・イーブ 役
- Messiah メサイア 翡翠ノ章（5月） - 主演・海棠鋭利 役
- 舞台『K』第二章-AROUSAL OF KING-（8月）
- 中屋敷法仁 リーディングドラマ「朝彦と夜彦1987」（10月、赤坂RED/THEATER） - 山田夜彦 役
- 黒いハンカチーフ（10月1日 - 10月4日、新国立劇場 中劇場） - 鬼塚 役
- 青山真治×古典プロジェクト「フェードル」（12月4日 - 13日、東京芸術劇場シアターウエスト） - アリシー 役

2016年
- ラヴ・レターズ 〜2016 New Year Special〜（1月20日、PARCO劇場） - アンディ 役
- 少年社中『パラノイア★サーカス』（2月26日 - 3月6日、サンシャイン劇場） - コバヤシ少年 役
- ナミヤ雑貨店の奇蹟（4月21日 - 5月8日、Zeppブルーシアター六本木 / シアターBRAVA!） - 翔太 役
- 曇天に笑う（5月 - 6月、天王洲銀河劇場 / 梅田芸術劇場 シアター・ドラマシティ） - 金城白子 役
- Lecture-Spectacle「Being at home with Claude 〜クロードと一緒に〜」（7月、新国立劇場 小劇場） - 主演・「彼」 役
- 銀河劇場ニュージェネレーションシリーズ 朗読劇「僕とあいつの関ヶ原」2016（7月、天王洲銀河劇場） - 小早川秀秋 役
- 舞台『K』Lost Small World（7月） - 映像出演
- もののふシリーズ『瞑るおおかみ黒き鴨』（9月、天王洲銀河劇場 / 森ノ宮ピロティホール / 北九州芸術劇場 大ホール） - 中村半次郎 役[21]

2017年
- 幸福な職場（1月、世田谷パブリックシアター） - 原田亮輔 役
- ミュージカル『花・虞美人』（3月 - 4月、赤坂ACTシアター / 愛知県芸術劇場大ホール / 森ノ宮ピロティホール） - 子規 役 [22]
- 男水!（5月、シアター1010 / 森ノ宮ピロティホール） - 主演・榊秀平 役[12]
- 東京喰種〜或いは、超越的美食学をめぐる瞑想録〜（6月29日 - 7月9日、シアター1010 / 梅田芸術劇場） - 主演・金木研 役[23]
- 人間風車（9月 - 10月、東京芸術劇場 プレイハウス 他） - 則明 役 他

2018年
- ONLY SILVER FISH（1月6日 - 17日、紀伊國屋ホール） - 主演・マシュー 役
- シアタークリエ10周年記念公演「TENTH（）」（1月19日）
- 99才まで生きたあかんぼう（2月22日 - 3月4日、よみうり大手町ホール / 他 名古屋・福岡・大阪公演）[24]
- 東宝ミュージカル「シークレット・ガーデン」（6月1日 - 7月11日、シアタークリエ / 他 神奈川・福岡・兵庫公演） - ディコン 役[25]
- 「野球」飛行機雲のホームラン（7月27日 - 8月26日、サンシャイン劇場 他） - 島田治人 役 ※内藤大希とWキャスト、友情出演[26]
- 恋を読む「ぼくは明日、昨日のきみとデートする」（8月27日・29日、オルタナティブシアター）
- 日本テレビ開局65年記念舞台「魔界転生」（10月6日 - 28日、博多座 / 11月3日 - 27日、明治座 / 12月9日 - 14日、梅田芸術劇場メインホール） - 北条主税 役

2019年
- 少年社中「トゥーランドット〜廃墟に眠る少年の夢〜」（1月10日 - 31日、サンシャイン劇場 他 大阪・福岡公演）※生駒里奈とW主演[27]
- Being at home with Claude 〜クロードと一緒に〜（4月13日 - 28日、横浜赤レンガ倉庫1号館3Fホール） - 主演・「彼」 役
- 舞台「+GOLD FISH | プラスゴールドフィッシュ」（5月10日 - 19日、紀伊國屋ホール）※清水葉月とW主演
- 舞台「殺してもいい命」（6月21日 - 30日、サンシャイン劇場） - 安藤一之 役
- DisGOONie Presents Vol.6 舞台『PANDORA』（7月11日 - 17日、全労災ホール/スペース・ゼロ） - ウィリー・ミカエル 役
- 方南ぐみ企画 朗読劇「青空」（8月11日 - 17日、三越劇場）
- 舞台『里見八犬伝』（10月17日 - 21日、なかのZERO 大ホール / 11月2日 - 3日、梅田芸術劇場メインホール / 11月12日、福岡サンパレス / 11月23日 - 24日、名古屋文理大学文化フォーラム（稲沢市民会館） / 11月30日 - 12月8日、明治座） - 犬川壮助 役
- 福澤重文・宮下貴浩×劇作家 「とても親密な見知らぬ人」 （1月28日、シアターモリエール） - 日替わりゲスト

2020年
- リアルファイティング『はじめの一歩』The Glorious Stage!!（1月31日 - 2月9日、品川プリンスホテル ステラボール） - 千堂武士 役
- ミュージカル「チェーザレ 破壊の創造者」（4月13日 - 5月11日、明治座） - アンジェロ・ダ・カノッサ 役 ※全公演中止
- 朗読劇「僕とあいつの関ヶ原」（6月27日 配信）
- ミュージカル「フラッシュダンス」（9月12日 - 26日、日本青年館ホール / 10月3日 - 4日、日本特殊陶業市民会館ビレッジホール / 10月8日 - 11日、梅田芸術劇場 シアター・ドラマシティ） - アンディ 役[28]

2021年
- 舞台『刀剣乱舞』天伝 蒼空の兵 -大坂冬の陣-（1月10日 - 3月28日、IHIステージアラウンド東京） - 加州清光 役[29]
- 100seasons ANDENDLESS「swallow period」（5月1日 - 4日、日経ホール） -ゲスト出演[30] ※全公演中止
- 高橋悠也×東映シアタープロジェクト TXT vol.2「ID」（6月17日 - 27日、よみうり大手町ホール / 7月2日 - 4日、サンケイホールブリーゼ） - 学級委員 役・アンジ 役（2役）[31]
- 舞台「東京リベンジャーズ」（8月6日 - 8日、COOL JAPAN PARK OSAKA WWホール / 8月12日 - 14日、日本青年館ホール / 8月19日 - 22日、KT Zepp Yokohama） - 佐野万次郎 役[32]
- SOLO Performance ENGEKI「僕とメリーヴェルの7322個の愛」（10月7日 - 17日、CBGKシブゲキ!!）[33]
- DisGOONie Presents Vol.10 舞台『MOTHERLAND』（12月3日 - 12日、明治座 / 12月18日 - 19日、森ノ宮ピロティホール） - 嬴政 役[34]

2022年
- ミュージカル・コメディ「恋のすべて」（2月11日 - 27日、東京建物ブリリアホール） - テディ・モーリー 役[35]
- 舞台「東京リベンジャーズ－血のハロウィン編－」（3月18日 - 21日、COOL JAPAN PARK OSAKA WWホール / 3月25日 - 4月3日、サンシャイン劇場） - 佐野万次郎 役 ※4月2日 - 3日公演中止
- ミュージカル・コメディ「恋のすべて」（6月9日 - 19日、京都劇場） - テディ・モーリー 役
- 舞台「漆黒天 -始の語り-」（8月5日 - 21日、サンシャイン劇場 / 8月31日 - 9月4日、梅田芸術劇場 シアター・ドラマシティ） - 邑麻二郎太 役[36]
- 音楽劇「まほろばかなた」（10月28日 - 11月6日、天王洲銀河劇場） - 桂小五郎 役
- 荒牧慶彦 俳優デビュー10周年記念公演 殺陣まつり〜和風三国志〜（12月15日 - 18日、明治座） - ゲスト出演

2023年
- 「進撃の巨人」-the Musical-（1月7日 - 9日、オリックス劇場 / 1月14日 - 24日、日本青年館ホール） - リヴァイ 役[37]
- 舞台「聖なる怪物」（3月10 - 19日、新国立劇場 小劇場） - 町月 役　※板尾創路とW主演[38]
- 舞台「仁義なき幕末」【令和激闘編】（4月27日 - 5月7日、サンシャイン劇場 / 5月18日 - 21日、梅田芸術劇場 シアター・ドラマシティ） - 村田恭次・坂本龍馬 役（2役）※和田琢磨とW主演[39]
- Being at home with Claude 〜クロードと一緒に〜（7月1日 - 7月9日、横浜赤レンガ倉庫1号館3Fホール / 7月20日 - 7月23日、京都文化博物館別館ホール） - 主演・「彼」 役[40]
- 舞台「刀剣乱舞」七周年感謝祭 -夢語刀宴會-（2023年8月4日 - 6日、幕張メッセ 幕張イベントホール） - 加州清光 役
- BREAK FREE STARS（10月23日 - 11月5日、IHIステージアラウンド東京） - 映像出演[41]
- ビロクシー・ブルース（11月3日 - 19日、シアタークリエ） - カーニー 役[42]
- 舞台「東京リベンジャーズ－聖夜決戦編－」（12月22日 - 25日、東大阪市文化創造館 Dream House 大ホール / 12月29 - 2024年1月8日、品川プリンスホテル ステラボール） - 佐野万次郎 役

2024年
- SaGa THE STAGE〜再生の絆〜（2月22日 - 25日、サンシャイン劇場 / 2月29日 - 3月3日、サンケイホールブリーゼ） - 主演・ポルカ・リン・ウッド 役[43]
- 第二回中村福助・児太郎の会『三本の糸』（3月27日、東京国際フォーラム ホールC） - 力丸・政 役（2役）[44]
- Stage Reading『A Bright New Boise』（5月10日 - 19日、KAAT神奈川芸術劇場 大スタジオ） - リロイ 役[45]
- 舞台『刀剣乱舞』心伝 つけたり奇譚の走馬灯（6月8日 - 30日、THEATER MILANO-Za / 7月5日 - 14日、COOL JAPAN PARK OSAKA WWホール / 7月19日 - 21日、キャナルシティ劇場） - 主演・加州清光 役[46][47]
- 舞台「東京リベンジャーズ－天竺編－」（8月29日 - 31日、森ノ宮ピロティホール / 9月4日 - 16日、IMM THEATER） - 佐野万次郎 役[48]
- ATTACK on TITAN: The Musical（10月11日 - 13日、New York City Center） - リヴァイ 役[49]
- リーディングミュージアム〜東京国立博物館〜「東京方舟博覧記」（10月25日 - 27日、東京国立博物館 本館エントランス前）[50]
- 「進撃の巨人」-the Musical- 凱旋公演（2月13日 - 22日、TOKYO DOME CITY HALL / 2025年1月11日 - 13日、オリックス劇場） - リヴァイ 役[51]

2025年
- KAAT×新ロイヤル大衆舎 vol.2「花と龍」（2月8日 - 22日、KAAT神奈川芸術劇場） - 新之助 役[52]
- 「チェリまほ The Musical」〜30歳まで童貞だと魔法使いになれるらしい〜（4月11日 - 20日、Kanadevia Hall / 4月25日 - 27日、アイプラザ豊橋） - 主演・安達清 役[53]
- 舞台「東京リベンジャーズ－The LAST LEAP－」（6月26日 - 29日、COOL JAPAN PARK OSAKA WWホール / 7月3日 - 10日、KAAT神奈川芸術劇場 ホール） - 佐野万次郎 役[54]
- ミュージカル「バグダッド・カフェ」（11月2日 - 23日〈予定〉、シアタークリエ） - アブドゥラー 役[55]

### 映画
- Miss Boys! - 新田英二 役
  - Miss Boys! 決戦は甲子園!?編（2011年）
  - Miss Boys! 友情のゆくえ編（2012年）[6]
- メサイア - 海棠鋭利 役
  - Messiah メサイア-漆黒ノ章-（2013年）
  - メサイア外伝 ‐極夜 Polar night‐（2017年）
- 仮面ライダーシリーズ
  - 仮面ライダー×仮面ライダー 鎧武&ウィザード 天下分け目の戦国MOVIE大合戦（2013年） - 城乃内秀保 / 仮面ライダーグリドン 役
  - 劇場版 仮面ライダー鎧武 サッカー大決戦!黄金の果実争奪杯!（2014年） - 城乃内秀保 / 仮面ライダーグリドン 役
  - 仮面ライダー×仮面ライダー ドライブ&鎧武 MOVIE大戦フルスロットル（2014年） - 城乃内秀保 役
- ライチ☆光クラブ（2016年） - 雷蔵 役
- HiGH&LOW - COSETTE 役
  - HiGH&LOW THE MOVIE 2 END OF SKY（2017年）
  - HiGH&LOW THE MOVIE 3 FINAL MISSION（2017年）
  - DTC -湯けむり純情篇- from HiGH&LOW（2018年）
- ONLY SILVER FISH（2018年） - 主演・黒ネクタイの男 役
- 秘密の花園（2021年） - 明吉太郎 役[56]
- 東映ムビ×ステ シリーズ
  - 漆黒天 -終の語り-（2022年） - 邑麻二郎太 役[36]
  - 仁義なき幕末 -龍馬死闘篇-（2023年3月25日公開） - 主演・村田恭次・坂本龍馬 役（2役）※和田琢磨とW主演[39]
- その恋、自販機で買えますか?（2023年10月1日公開） - 主演・小岩井歩 役[57]
- 舞倒れ（2024年春公開） - 主演・吾潟 役[58]
- 追想ジャーニー リエナクト（2024年10月18日公開） - 主演・横田雄二 役[59][60]
- 3つのグノシエンヌ（2025年10月3日公開予定） - 主演・哲郎 役[61]

### テレビドラマ
- 仮面ライダーシリーズ（テレビ朝日）
  - 仮面ライダー鎧武/ガイム（2013年10月 - 2014年9月） - 城乃内秀保 / 仮面ライダーグリドン 役
  - 仮面ライダーセイバー 第8章（2020年10月25日） - 男B 役[62]
- Messiah メサイア -影青ノ章-（2015年2月 - 3月、TOKYO MX2） - 主演・海棠鋭利 役
- ニーチェ先生（2016年1月 - 3月、読売テレビ） - 柴田健 役
- 男水!（2017年1月 - 3月、日本テレビ） - 主演・榊秀平 役[12]
- 科捜研の女 第17シリーズFile.11「カップ一杯の殺人」（2018年2月1日、テレビ朝日） - 今村草太 役
- ラブラブエイリアン2 第16話（2018年3月13日、フジテレビ） - 杉浦 役
- Re:フォロワー 第2話・最終話（2019年10月13日・12月15日、ABCテレビ・テレビ朝日系） - 永井健吾 役
- 悪女（わる）〜働くのがカッコ悪いなんて誰が言った?〜 第5話・第6話（2022年5月11日・18日、日本テレビ） - 七尾明 役[63]

### 配信ドラマ
- 即興演技サイオーガウマ SEASON:03（2019年10月 - 、numan） - 主演 ※小野健斗とW主演
- 仮面ライダーシリーズ
  - 鎧武外伝 仮面ライダーグリドンVS仮面ライダーブラーボ（2020年10月25日・11月1日、東映特撮ファンクラブ） - 主演・城乃内秀保 / 仮面ライダーグリドン 役[64]（※吉田メタルとW主演）
  - 仮面ライダーリバイス The Mystery 第2話・第4話・最終話（2022年2月6日・20日・27日、TELASA） - 城乃内秀保 / 仮面ライダーグリドン 役[65]
- 世界で一番怖い答え（FOD、フジテレビ）
  - ソロキャンプ（2024年8月） - VTR出演
  - タクシー（2024年12月） - VTR出演

### オリジナルビデオ
- 鎧武外伝（東映ビデオ） - 城乃内秀保 役
  - 仮面ライダーバロン（2015年4月22日）
  - 仮面ライダーナックル（2015年11月11日）
- 雪月花スクランブル〜学生寮は恋愛禁止!?〜（2015年6月23日、スマートボーイズ） - 風川希 役

### その他のテレビ番組
- 新発見! ピラミッドに隠された真実を解け! 太陽の船大発掘スペシャル（2013年12月、RKB） - ナビゲーター[66]
- ガンダム35周年特別番組 UC 宇宙の記憶（2014年5月、アニマックス） - ナビゲーター[67]
- 俺旅。（2015年1月 - 、tvk 他）
- 2.5次元男子推しTV シーズン5 #5 佐々木喜英×松田凌（2022年11月、WOWOW）
- ミュージカル『薄桜鬼』10周年記念特番（2022年10月、スカパー！他）
- 東映チャンネル「ピンスポ！」（2023年3月、スカパー！他）

### CM・WEBCM
- 大阪人間科学大学 子ども福祉編（2011年）
- ロート製薬「OXY」オキシーにしろ篇（2012年）
- 日本マクドナルド「チキンクリスプ」（2012年）
- 大塚製薬 「ポカリスエット イオンウォーター」WEBCM ココロうるおう6秒ムービー（2017年）

### PV
- 山崎まさよし「星空ギター」（2012年）

### ゲーム
- 仮面ライダーバトル ガンバライジング（2014年、アーケード） - 仮面ライダーグリドン / 黒影トルーパー（城乃内） 役
- 仮面ライダーバトル ガンバレジェンズ（2023年、アーケード） - 仮面ライダーグリドン / 黒影トルーパー（城乃内） 役

### 配信番組
- 松田凌×小野健斗のおふたりさん（仮）（2016年11月4日 - 2025年6月30日、ニコニコ生放送）
- オオカミくんには騙されない シリーズ（AbemaTV） - MC
  - オオカミくんには騙されない❤（2017年2月18日 - 4月1日）
  - 真夏のオオカミくんには騙されない❤放送直前SP！（2017年7月15日）
  - 真夏のオオカミくんには騙されない❤（2017年7月22日 - 9月23日）
  - 真冬のオオカミくんには騙されない❤（2018年1月28日 - 3月25日）
  - 太陽とオオカミくんには騙されない❤（2018年7月29日 - 10月14日）
  - 白雪とオオカミくんには騙されない❤️（2019年1月13日 -3月31日）
  - オオカミちゃんには騙されない❤️（2019年7月14日 - 9月29日）
  - 月とオオカミちゃんには騙されない❤️（2020年1月5日 - 3月29日）
  - オオカミくんはもう騙さない-さなりる final balloon-（2021年3月14日）
  - オオカミちゃんには騙されない 同窓会スペシャル（2021年8月1日）
- 東映特撮ファンクラブ（TTFC）感謝祭「仮面ライダー鎧武DAY」（2021年2月26日、東映特撮ファンクラブ・YouTube）
- ひかりTV&dTVチャンネル「鬼怖」（2021年6月2日） - ゲスト出演
- ニコ生「玉城裕規の月下美人」（2023年2月17日） - ゲスト出演
- ニコ生『あさステ！』×『おふたりさん（仮）』（2023年3月23日） - コラボ生放送

### ラジオ・WEBラジオ
- オールナイトニッポンi 「荒牧慶彦と松田凌のおしゃべや」（2017年8月7日 - 2019年4月15日、ニッポン放送）[68]
- 刀剣乱舞2.5ラジオ（2020年11月22日、2020年11月29日、ニッポン放送） - ゲスト出演
- 文化放送「超!A&G+」インターネットラジオ『あさステ!』（2021年5月29日、ニコニコチャンネル） - ゲスト出演
- 刀剣乱舞2.5ラジオ（2021年10月10日、2021年10月17日、ニッポン放送） - ゲスト出演
- エフエム世田谷「劇ナビ!」インターネットラジオ（2022年1月26日） - ゲスト出演
- エフエム世田谷「劇ナビ!」インターネットラジオ（2024年2月14日） - ゲスト出演
- MBSラジオ「こんちわコンちゃんお昼ですょ！」（2024年11月19日） - ゲスト出演

### イベント
- 「Ruhe-f〜Matsuda Ryo 1st Fan Meeting & Birthday Party」（2012年10月21日、代官山M）
- 廣瀬大介＆松田凌スペシャルイベント「KOBOREZAKURA NO UTAGE」（2013年5月26日、発明会館ホール）
- 「Ruhe-f〜Matsuda Ryo 2nd Fan Meeting & Birthday Party」（2013年11月2日、発明会館ホール）
- 廣瀬大介＆松田凌スペシャルイベント「HAZAKURA NO UTAGE」（2014年7月12日、発明会館ホール）
- 「Ruhe-f〜Matsuda Ryo 3rd Fan Meeting」（2015年2月11日、発明会館ホール）
- 「Ruhe-f〜Matsuda Ryo Fan Tour of Extra edition〜」（2015年10月24日、相模湖リゾート プレジャーフォレスト）
- 「Re：〜reply〜 Matsuda Ryo 1st Fan Meeting」（2016年9月25日、発明会館ホール）
- 「Re:〜reply〜 MATSUDA RYO FANCLUB TOUR」（2017年6月10日 - 11日、長野県）
- 「Re:〜reply〜 Matsuda Ryo 2nd Fan Meeting in Osaka」（2017年11月25日、朝日生命ホール）
- おふたりさん（仮）イベント 松田凌×小野健斗 HAPPY BIRTHDAY FESTIVAL（2018年9月1日、山野ホール）
- おふたりさん（仮）イベント 松田凌×小野健斗 HAPPY BIRTHDAY FESTIVAL WIHTE/BLACK（2019年9月1日、大田区民プラザ 大ホール）
- 松田凌×橋本祥平ファンツアー「THE FANTOUR」（2019年11月16日 - 17日、静岡県）
- 「Re：〜reply〜 Matsuda Ryo 3rd Fan Meeting」（2020年10月18日、深川江戸資料館小劇場）
- ACTORS☆LEAGUE 2021（2021年7月20日、東京ドーム）[69]
- 「写真集「TEN」発売記念イベント（FC会員限定）」（2021年10月30日、東京都中央区立産業会館）
- 「写真集「TEN」発売記念イベント」（2021年12月28日、TSUTAYA EBISUBASHI）
- ACTORS☆LEAGUE in Baseball 2022（2022年8月22日、東京ドーム）[70]
- ACTORS☆LEAGUE in Basketball 2022 （2022年10月11日、東京体育館メインアリーナ）
- 「松田凌 10th ANNIVERSARY イベント」（2022年11月20日、ニッショーホール）
- 「“Real”－Matsuda Ryo Fan Meeting－」（2023年9月23日、浜離宮朝日ホール 小ホール）
- ACTORS☆LEAGUE in Basketball 2023 （2023年10月11日、東京体育館メインアリーナ）
- 「Re.act －Matsuda Ryo Fan Meeting－」（2024年7月27日、浜離宮朝日ホール 小ホール）
- Japan Night Reception & Concert Celebrating Japan Parade（2025年5月9日、Edison Ballroom） - リヴァイ 役
- Japan Parade and Street Fair 2025（2025年5月10日、72nd street in New York） - リヴァイ 役
- 「Re.mind. ～Matsuda Ryo Fan Meeting～ 」（2025年9月6日、世界館 / 9月13日、浜離宮朝日ホール 小ホール）

### その他
- 『かみばな 〜日本には八百万の神様がいるかもしれない〜』エンディングテーマ「カミサマー」（2013年） - 「ニニギと愉快な仲間たち」メンバー[71]
- ライオン「GUEST&ME」スチールモデル（2013年）
- COMPLETE SELECTION MODIFICATION 戦極ドライバー（2021年3月、バンダイ） - 城乃内秀保 / 仮面ライダーグリドン 役

## 作品

### DVD
- ハッピーレシピIII 〜男子!チューボーに入ります!〜（2012年9月、アルバトロス）
- ハッピーレシピIV 〜アウトドアしちゃいました!〜（2013年4月、アルバトロス）

### 写真集
- ファースト写真集「Zero」（2014年11月、ワニブックス）ISBN 978-4-8470-4696-4
- 月刊松田凌×小林裕和（2018年、イーネット・フロンティア）[72]
- 写真集「TEN」（2021年9月13日、キャストコーポレーション）